# Villers-sous-Saint-Leu
Pour les articles homonymes, voir Villers.
Villers-sous-Saint-Leu est une commune française située dans le département de l'Oise, en région Hauts-de-France.

## Géographie
Villers-sous-Saint-Leu est située au bord de l'Oise et voisine de Saint-Leu-d'Esserent dont elle tient son nom. Elle est à une dizaine de km de l'agglomération de Creil-Montataire et à moins de 10 km de Chantilly. Elle est située sur la route départementale D 44.
| Blaincourt-lès-Précy |                        |                      |
| Précy-sur-Oise       | Villers-sous-Saint-Leu | Saint-Leu-d'Esserent |
|                      | Gouvieux               |                      |

### Hydrographie
La commune est située dans le bassin Seine-Normandie. Elle est drainée par l'Oise,.
L'Oise prend sa source en Belgique, à 309 mètres d'altitude, dans l'ancienne commune de Forges et se jette dans la Seine à 20 mètres d'altitude, au Pointil en rive droite et en aval du centre de Conflans-Sainte-Honorine dans le département des Yvelines. D'une longueur 341 kilomètres, elle est presque entièrement navigable et bordée de canaux sur 104 kilomètres. 

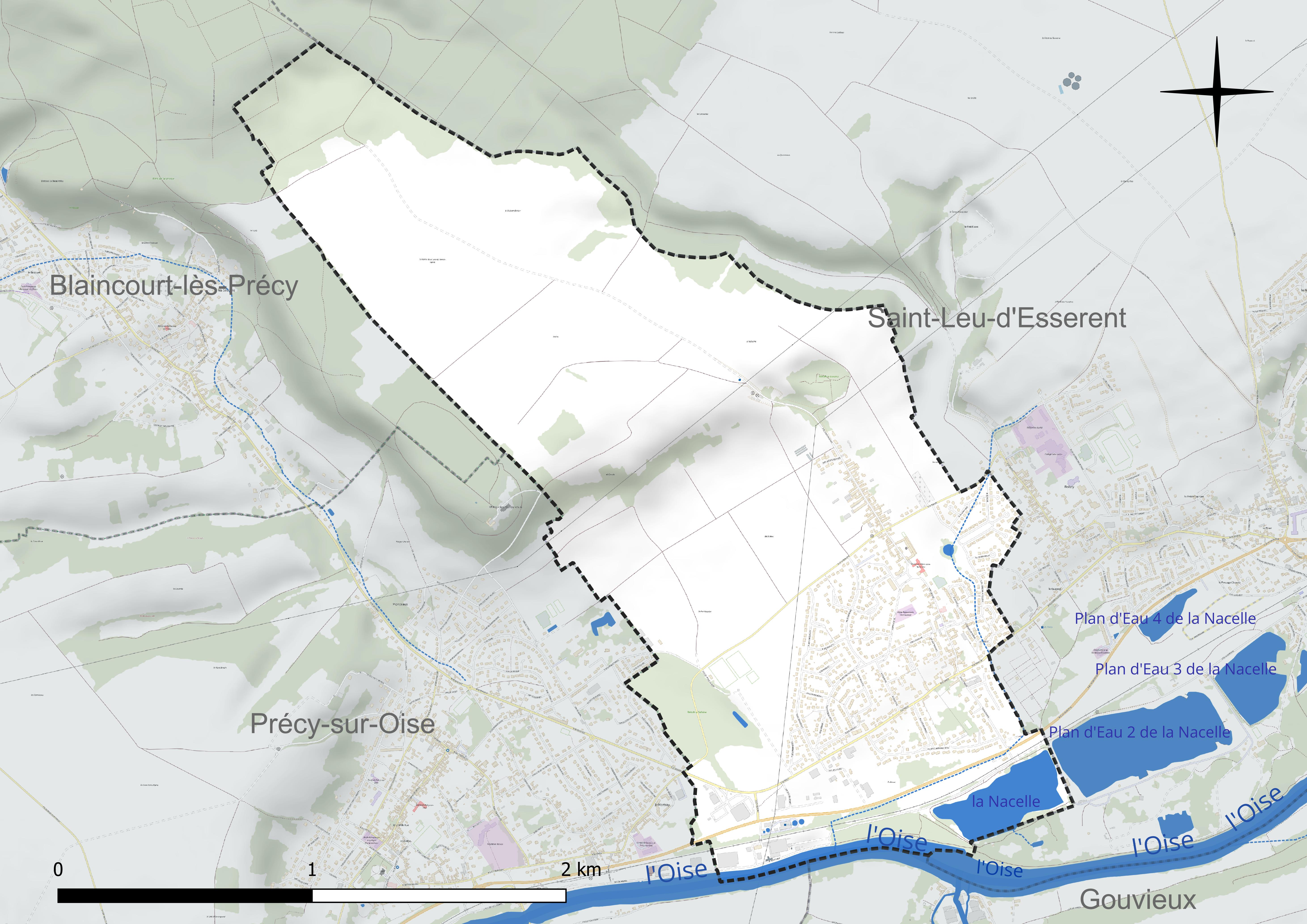
Réseau hydrographique de Villers-sous-Saint-Leu.

Un plan d'eau complète le réseau hydrographique : la Nacelle, d'une superficie totale de 8,7 ha (8,5 ha sur la commune),.

### Climat
Pour des articles plus généraux, voir Climat des Hauts-de-France et Climat de l'Oise.
En 2010, le climat de la commune est de type climat océanique dégradé des plaines du Centre et du Nord, selon une étude du CNRS s'appuyant sur une série de données couvrant la période 1971-2000. En 2020, Météo-France publie une typologie des climats de la France métropolitaine dans laquelle la commune est dans une zone de transition entre le climat océanique et le climat océanique altéré et est dans la région climatique  Sud-ouest du bassin Parisien, caractérisée par une faible pluviométrie, notamment au printemps (120 à 150 mm) et un hiver froid (3,5 °C). 
Pour la période 1971-2000, la température annuelle moyenne est de 11,2 °C, avec une amplitude thermique annuelle de 14,8 °C. Le cumul annuel moyen de précipitations est de 659 mm, avec 11,3 jours de précipitations en janvier et 7,5 jours en juillet. Pour la période 1991-2020, la température moyenne annuelle observée sur la station météorologique la plus proche, située sur la commune de Creil à 8 km à vol d'oiseau, est de 11,2 °C et le cumul annuel moyen de précipitations est de 662,2 mm,. Pour l'avenir, les paramètres climatiques de la commune estimés pour 2050 selon différents scénarios d'émission de gaz à effet de serre sont consultables sur un site dédié publié par Météo-France en novembre 2022.

## Urbanisme

### Typologie
Au 1er janvier 2024, Villers-sous-Saint-Leu est catégorisée ceinture urbaine, selon la nouvelle grille communale de densité à sept niveaux définie par l'Insee en 2022.
Elle appartient à l'unité urbaine de Creil, une agglomération intra-départementale regroupant 23  communes, dont elle est une commune de la banlieue,,. Par ailleurs la commune fait partie de l'aire d'attraction de Paris, dont elle est une commune de la couronne,. Cette aire regroupe 1 929 communes,.

### Occupation des sols
L'occupation des sols de la commune, telle qu'elle ressort de la base de données européenne d'occupation biophysique des sols Corine Land Cover (CLC), est marquée par l'importance des territoires agricoles (52,6 % en 2018), en diminution par rapport à 1990 (55,2 %). La répartition détaillée en 2018 est la suivante : 
terres arables (52,6 %), zones urbanisées (21,3 %), forêts (12,4 %), espaces verts artificialisés, non agricoles (7,4 %), zones industrielles ou commerciales et réseaux de communication (4,7 %), eaux continentales (1,6 %). L'évolution de l'occupation des sols de la commune et de ses infrastructures peut être observée sur les différentes représentations cartographiques du territoire : la carte de Cassini (XVIIIe siècle), la carte d'état-major (1820-1866) et les cartes ou photos aériennes de l'IGN pour la période actuelle (1950 à aujourd'hui).

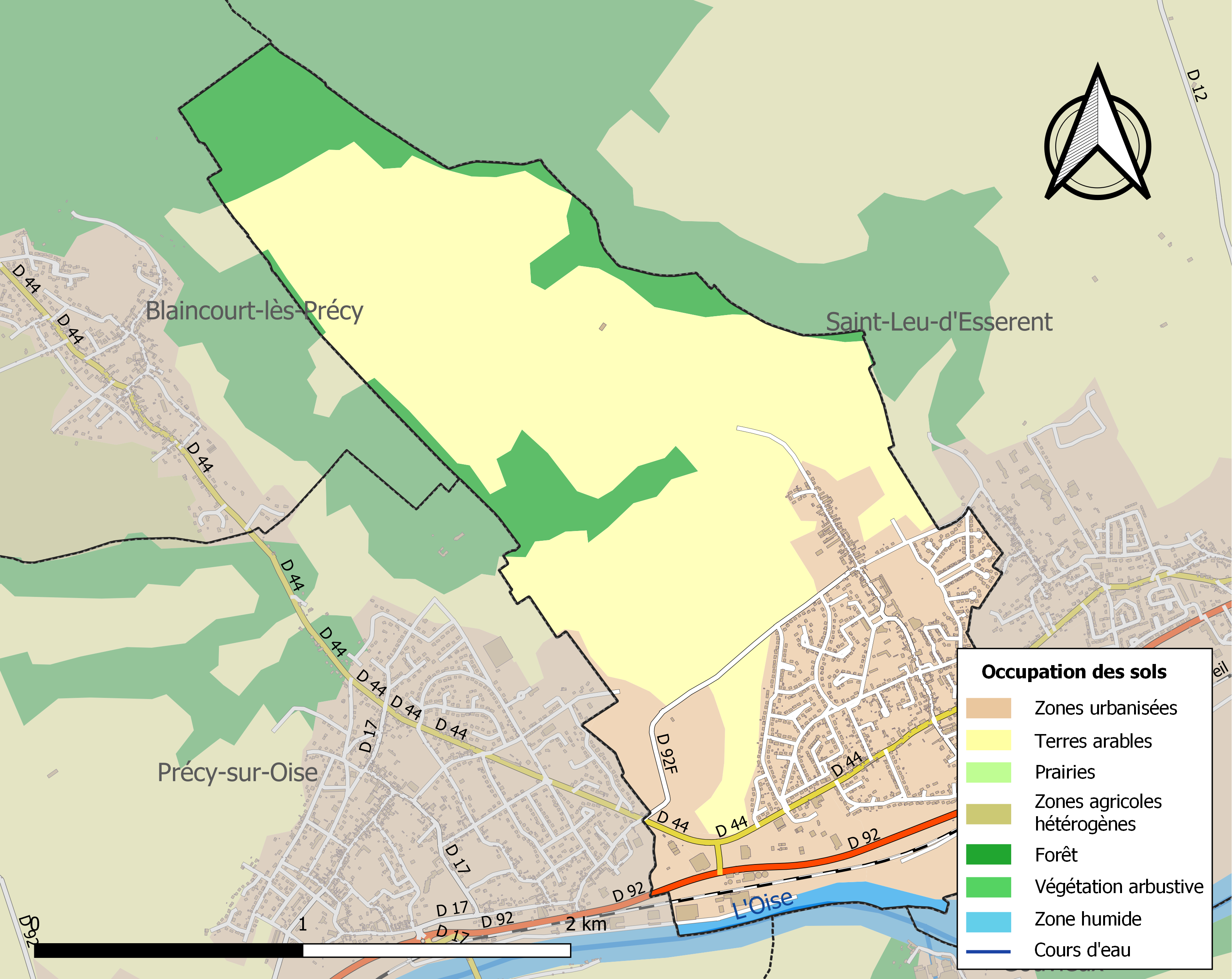
Carte des infrastructures et de l'occupation des sols de la commune en 2018 (CLC).

### Voies de communication et transports
La commune est desservie, en 2023, par les lignes 635, 649, 6203, 6206 et 6243 du réseau interurbain de l'Oise.

## Toponymie
La commune a eu plusieurs noms :
- en 797, Villariculum ;
- en 1224, Villaris ;
- en 1250, Villare subtus sanctus Lupum ;
- en 1380, Villers souls Saint Leu de Serans ;
- en 1794, Villers-sur-Oise[20] (nom révolutionnaire).

La commune prend ultérieurement sa dénomination actuelle de Villers-sous-Saint-Leu.
Villers est un appellatif toponymique français et un patronyme qui procède généralement du gallo-roman villare, dérivé lui-même du gallo-roman villa « grand domaine rural », issu du latin villa rustica. Il est apparenté aux types toponymiques Villars, Viller, Villiers, Weiler et Willer. Certains des noms de lieux Villers, comme peut-être Villers-le-Sec (Meuse), pourraient venir du latin médiéval Vidiliacus.
Villers et à l'ouest de Saint-Leu-d'Esserent.

## Histoire
En 2006, lors de la construction d'un lotissement, des fouilles ont mis au jour l'existence d'un village de forgerons carolingiens.

## Politique et administration

### Rattachements administratifs et électoraux
La commune se trouve dans l'arrondissement de Senlis du département de l'Oise. Pour l'élection des députés, elle fait partie de la troisième circonscription de l'Oise.
Elle faisait partie de 1793 à 1973 du canton de Creil. Celui-ci est alors scindé, et la commune rattachée au canton de Montataire. Dans le cadre du redécoupage cantonal de 2014 en France, ce canton, dont dépend toujours la commune, est modifié et s'étend, regroupant désormais 15 communes.

### Intercommunalité
La commune était le siège de la communauté de communes la Ruraloise., qui avait pris la suite du SIVOM de Villers.
Dans le cadre des dispositions de la loi portant nouvelle organisation territoriale de la République (Loi NOTRe) du 7 août 2015, qui prévoit que les établissements publics de coopération intercommunale (EPCI) à fiscalité propre doivent avoir un minimum de 15 000 habitants, le préfet de l'Oise a publié en octobre 2015 un projet de nouveau schéma départemental de coopération intercommunale, qui prévoit la fusion de plusieurs intercommunalités, et en particulier  de la communauté de communes du Pays de Thelle et de la communauté de communes la Ruraloise, formant ainsi une intercommunalité de 42 communes et de 59 626 habitants,.
La nouvelle intercommunalité, dont est membre la commune est dénommée  communauté de communes Thelloise, est créée par un arrêté préfectoral du 30 novembre 2016 qui a pris effet le 1er janvier 2017.

### Liste des maires
| Période                                  | Période | Identité         | Étiquette    | Qualité |
| ---------------------------------------- | ------- | ---------------- | ------------ | --- |
| Les données manquantes sont à compléter. |         |                  |              | |
| 1953                                     | 1972    | Louis Tardivaud  |              | |
| 1972                                     | 1978    | Marcel Terrieux  |              | |
| 1978                                     | 1983    | Raymond Hamonier | PCF          | |
| 1983                                     | 1986    | Michel Bottais   |              | |
| 1986                                     | 2020    | Jacques Pinsson  | RPR puis UMP | Chef de production retraité Président de la communauté de communes la Ruraloise (2004 → 2014) Réélu pour le mandat 2014-2020 |
| 2020                                     | 2026    | Guy Laforest     |              | Élu pour le mandat 2020-2026                                                                                                 |

### Jumelages
Blaby (Grande-Bretagne) (Leicestershire)

## Population et société

### Démographie

#### Évolution démographique
L'évolution du nombre d'habitants est connue à travers les recensements de la population effectués dans la commune depuis 1793. Pour les communes de moins de 10 000 habitants, une enquête de recensement portant sur toute la population est réalisée tous les cinq ans, les populations de référence des années intermédiaires étant quant à elles estimées par interpolation ou extrapolation. Pour la commune, le premier recensement exhaustif entrant dans le cadre du nouveau dispositif a été réalisé en 2004.

En 2022, la commune comptait 2 301 habitants, en évolution de −1,83 % par rapport à 2016 (Oise : +0,87 %, France hors Mayotte : +2,11 %).
| 1793 | 1800 | 1806 | 1821 | 1831 | 1836 | 1841 | 1846 | 1851 |
| ---- | ---- | ---- | ---- | ---- | ---- | ---- | ---- | ---- |
| 299  | 299  | 283  | 234  | 262  | 255  | 260  | 244  | 228  |

| 1856 | 1861 | 1866 | 1872 | 1876 | 1881 | 1886 | 1891 | 1896 |
| ---- | ---- | ---- | ---- | ---- | ---- | ---- | ---- | ---- |
| 220  | 235  | 256  | 226  | 263  | 240  | 251  | 225  | 224  |

| 1901 | 1906 | 1911 | 1921 | 1926 | 1931 | 1936 | 1946 | 1954 |
| ---- | ---- | ---- | ---- | ---- | ---- | ---- | ---- | ---- |
| 217  | 232  | 231  | 261  | 293  | 292  | 269  | 319  | 370  |

| 1962 | 1968 | 1975  | 1982  | 1990  | 1999  | 2004  | 2006  | 2009  |
| ---- | ---- | ----- | ----- | ----- | ----- | ----- | ----- | ----- |
| 549  | 770  | 1 356 | 1 857 | 2 347 | 2 083 | 2 026 | 2 029 | 2 305 |

| 2014  | 2019  | 2022  | - | - | - | - | - | - |
| ----- | ----- | ----- | - | - | - | - | - | - |
| 2 339 | 2 318 | 2 301 | - | - | - | - | - | - |

#### Pyramide des âges
La population de la commune est relativement jeune.
En 2018, le taux de personnes d'un âge inférieur à 30 ans s'élève à 33,8 %, soit en dessous de la moyenne départementale (37,3 %). À l'inverse, le taux de personnes d'âge supérieur à 60 ans est de 25,5 % la même année, alors qu'il est de 22,8 % au niveau départemental.
En 2018, la commune comptait 1 152 hommes pour 1 175 femmes, soit un taux de 50,49 % de femmes, légèrement inférieur au taux départemental (51,11 %).
Les pyramides des âges de la commune et du département s'établissent comme suit.
| Hommes | Classe d’âge | Femmes |
| ------ | ------------ | ------ |
| 0,3    | 90 ou +      | 0,9    |
| 5,7    | 75-89 ans    | 7,7    |
| 17,2   | 60-74 ans    | 19,2   |
| 21,2   | 45-59 ans    | 20,6   |
| 19,0   | 30-44 ans    | 20,4   |
| 13,5   | 15-29 ans    | 13,0   |
| 23,1   | 0-14 ans     | 18,1   |

| Hommes | Classe d’âge | Femmes |
| ------ | ------------ | ------ |
| 0,5    | 90 ou +      | 1,4    |
| 5,5    | 75-89 ans    | 7,6    |
| 15,6   | 60-74 ans    | 16,3   |
| 20,8   | 45-59 ans    | 20     |
| 19,4   | 30-44 ans    | 19,4   |
| 17,6   | 15-29 ans    | 16,2   |
| 20,6   | 0-14 ans     | 19,1   |

## Culture locale et patrimoine

### Lieux et monuments

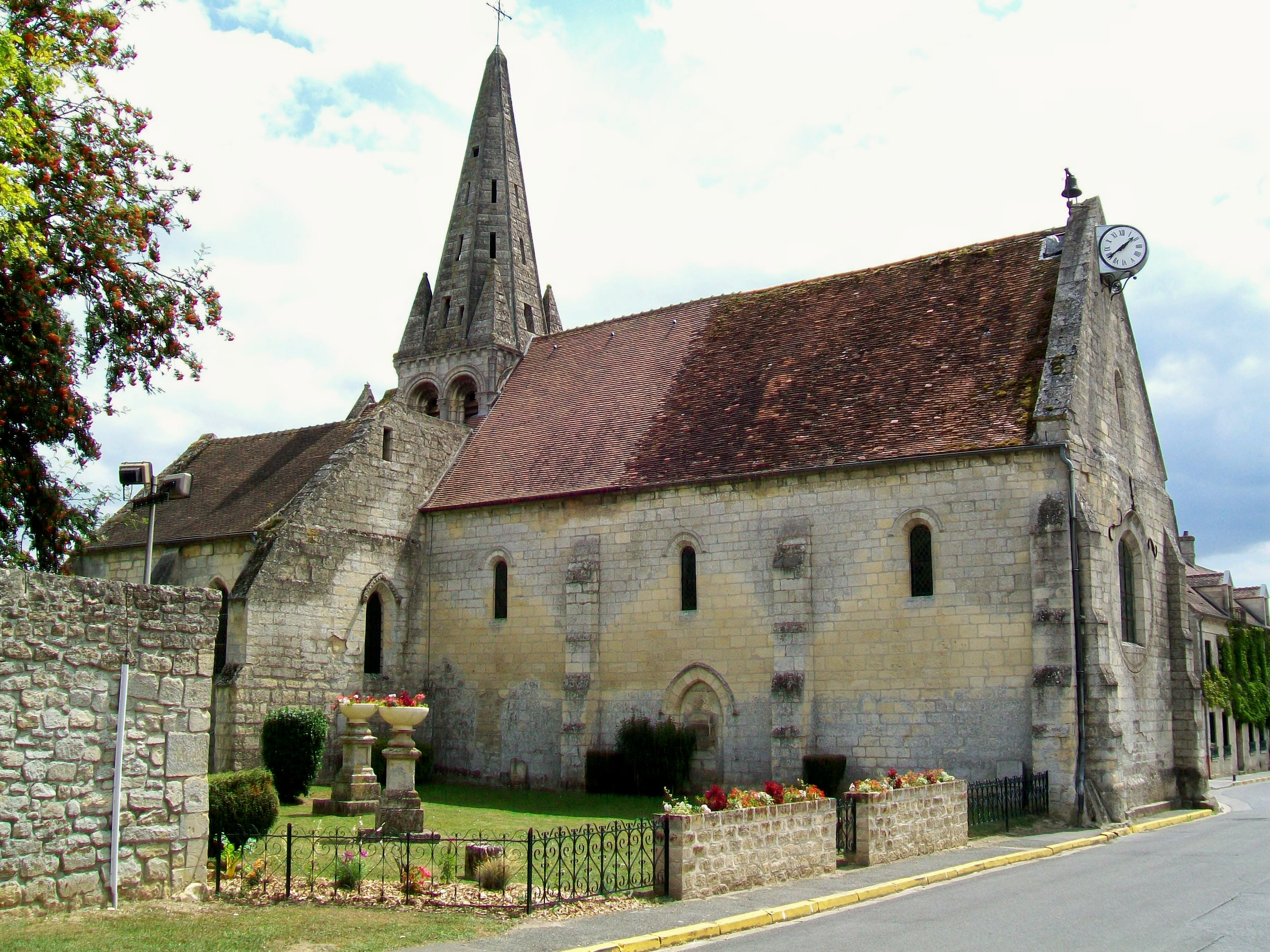
L'église Saint-Denis, façade nord.

Villers-sous-Saint-Leu compte deux monuments historiques sur son territoire.
- Château de Villers-sous-Saint-Leu, rue de l'Église (façades et toitures, cour d'honneur, douves, grille d'entrée inscrits monument historique par arrêté du 19 septembre 1966[33]) : Il date des XVIIe et XVIIIe siècles[34]. Sa partie réhabilitée est occupée par la mairie depuis 2003, après 13 années de négociations avec les anciens propriétaires, qui « s'étaient surtout attachés, semble-t-il, à désosser petit à petit la demeure[35] ».

L'aile orientale est en cours de rénovation.
- Église Saint Denis, rue de l'Église (classée monument historique par arrêté du 11 janvier 1944[36]).

Selon ce que l'on s'en approche du sud ou du nord, l'aperçu de l'église est complètement différente. Son plan est en effet dissymétrique, et l'édifice conserve sa physionomie de la fin du XIIe siècle au nord, avec une nef de trois travées épaulée par des contreforts à ressauts peu saillants, caractéristiques du style gothique primitif, mais des fenêtres en plein cintre toujours romans. Cette nef a été terminée au milieu du XIIe siècle, et s'associait alors à un chœur de deux travées se terminant par un chevet plat, la première travée servant de base au clocher.
L'unique étage de baies du clocher, établi a faible hauteur, se voit encore le mieux depuis le nord, mais même ici, les deux baies en plein cintre richement décorées disparaissent à moitié sous les combles de la chapelle latérale nord du chœur, ajoutée à la fin du XIIe siècle : ses fenêtres en arc brisé sont déjà nettement plus grandes que celles de la nef, mais ce sont toujours des lancettes simples. Les baies du clocher sont flanquées chacune de trois colonnettes à chapiteau de chaque côté, logées dans des ressauts successifs du mur, et surmontées d'une triple archivolte torique. Au centre, une colonne plus forte est commune aux deux baies. Les murs se terminent par une corniche de modillons, et le clocher est coiffée d'une haute flèche octogonale en pierre, cantonnée de quatre pyramidons aux angles.
À partir du milieu du XIIIe siècle, l'église connaît sa plus importante phase de modifications. La nef est voûtée d'ogives ; le chœur est refait avec reprise totale du clocher en sous-œuvre, faisant disparaître toute trace d'architecture romane à l'intérieur ; et une chapelle de trois travées est ajoutée au sud des deux travées du chœur et de la dernière travée de la nef (où elle possède un pignon et une tourelle d'escalier). Cette chapelle est un bel exemple du style rayonnant, qui se manifeste toujours par l'élégant remplage des fenêtres. La première travée de la chapelle possède un portail à gâble très élaboré, mais il est dissimulé sous un porche commune au portail méridional de la nef. Ce porche, qui remonte déjà à la fin du XIIIe siècle ou au début du XIVe siècle, évoque plutôt un bas-côté, et ses baies sont aujourd'hui vitrées. À la suite des ravages de la guerre de Cent Ans, les parties orientales sont reprises au XVIe siècle dans le style de la Renaissance, y compris une seconde fois la base du clocher. Cette campagne laisse de remarquables clés de voûte, des contreforts décorés par des enroulements et le vitrail du chevet représentant l'arbre de Jessé,.

### Personnalités liées à la commune
- Jean André Lumague (1564-1637), important banquier et homme d'affaires proche de Catherine de Médicis et de saint Vincent de Paul, fut seigneur de Villers-sous-Saint-Leu.

### Héraldique
| Armes de Villers-sous-Saint-Leu | Les armes de Villers-sous-Saint-Leu se blasonnent ainsi : D'azur au sautoir d'argent cantonné de quatre fleurs de lys du même. |